# 罗夫雷戈尔多
罗夫雷戈尔多，是西班牙马德里自治区的一个市镇。总面积18平方公里，总人口81人（2001年），人口密度5人/平方公里。